# 1991 RO23
1991 RO23 är en asteroid i huvudbältet som upptäcktes den 15 september 1991 av den amerikanske astronomen Henry E. Holt vid Palomarobservatoriet.
Asteroiden har en diameter på ungefär 14 kilometer.